# Rea (Włochy)
Rea – miejscowość i gmina we Włoszech, w regionie Lombardia, w prowincji Pawia.
Według danych na rok 2004 gminę zamieszkuje 496 osób, 248 os./km².
W pobliżu Rei przepływa Pad.